# One Tree Hill (U2)

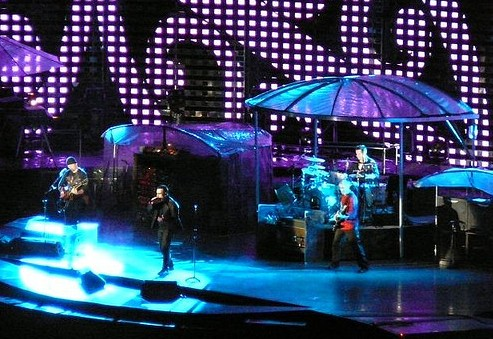
U2 tijdens het spelen van One Tree Hill in Auckland, 2006

One Tree Hill is een nummer van de Ierse band U2.
Het nummer verscheen samen met de nummers Bullet the Blue Sky en Running to Stand Still als single in november 1987.
One Tree Hill verscheen ook op het album The Joshua Tree. Als single verscheen het nummer alleen in Nieuw-Zeeland, in plaats van de single In God's Country. De single verscheen alleen in 7" formaat maar had wel dezelfde cover als In God's Country.
Het nummer is vernoemd naar de hoogste vulkanische berg in Auckland en opgedragen aan Greg Carroll, Bono's persoonlijke assistent tijdens de concerten in Auckland in september 1984. Carroll overleed tijdens een ongeluk met een motor.
Toen de band in september 1987 optrad in Uniondale in New York werd het nummer toegevoegd aan de setlist.
De metalband Mortal heeft het nummer in 1993 gecoverd, hun versie is te vinden op de ep Intense Live Series Vol. 5 en Wired & Plugged In Promo. Het nummer is bovendien gebruikt voor de film Shifting Winds.

## NPO Radio 2 Top 2000
| Nummer met noteringen in de NPO Radio 2 Top 2000 | '20  | '21  |
| ------------------------------------------------ | ---- | ---- |
| One Tree Hill                                    | 1894 | 1961 |

1. ↑  Een vetgedrukt getal geeft de hoogste notering aan.
2. ↑  2020 was het eerste jaar met een notering voor dit nummer.
3. ↑  Deze tabel is bijgewerkt tot en met de laatste editie (2024).

Bono · The Edge · Adam Clayton · Larry Mullen jr.